# Zastava Arms
Zastava Arms (bivša Zastava Oružje, srp. Застава Оружје) je srpski proizvođač vatrenog oružja osnovan 1853. sa sjedištem u Kragujevcu. Vodeći je proizvođač oružja u zemlji te svoje proizvode izvozi u preko 40 zemalja svijeta.

## Povijest
Početak proizvodnje oružja u zemlji može se pratiti od Prvog srpskog ustanka 1804. kada je došlo do formiranja organiziranih naoružanih postrojbi koje je vodio Karađorđe Petrović. Tada je za potrebe ustanka započela proizvodnja mušketa i lakih topova. Tako je u beogradskoj tvrđavi početkom 1808. započela uspješna proizvodnja lakih topova pod nazivom Hajduk.
1832. izgrađen je pogon za proizvodnju oružja a bavio se sastavljanjem dijelova oružja koje su proizvodili lokalni puškari i specijalizirani obrtnici. 1849. pogonu tvornice u kojem se nalazila ljevaonica topova, dostavljena je parna turbina snage 15 kW iz belgijske tvrtke La Chausse. Pod pritiskom pritužbi iz Austro-Ugarske i Otomanskog Carstva, srpsko Ministarstvo unutarnjih poslova je u ožujku 1851. predložilo da Kragujevac postane središte industrije oružja. Tako su svi aktivni elementi iz ljevaonice topova premješteni u taj grad do kraja mjeseca. Tvrtku je tada obilježila uspješna proizvodnja topova i haubica.
Proizvodni sustav tvornice u Kragujevcu je imao mnoge nadogradnje u razdoblju između 1856. i 1860.
Nakon što je Berlinskim kongresom iz 1878. Srbiji dodijeljena neovisnost, jedan od glavnih prioriteta zemlja postala je modernizacija naoružanja. Tako je puška "Piboduša" iz 1870. postala zastarjela zbog velikog kalibra od 14,9 mm. Nakon istraživačkog projekta i natječaja iz 1879. odabran je novi model puške kao zamjene. Radilo se o derivatu Mauserovog Modela 1871 kalibra 10,5 mm kojeg je 1880. dizajnirao Kosta Milovanović te je po njemu puška dobila ime "Koka". Oružje se isprva proizvodilo u Njemačkoj kao Mauser-Milovanović M1878/80. Jedan od razloga bili su i dobri odnosi između obitelji Mauser i srpskog političkog vodstva. Primjerice, Elisa Mauser (kćer Wilhelma Mausera) udala se za Kostu Milovanovića 1884.
Tijekom 1. svjetskog rata zaustavljena je proizvodnja oružja u Kragujevcu te je 1914. premještena u Niš a 1916. u Francusku, nakon povlačenja iz Albanije. Završetkom rata većina radnika se vratila kući te je kragujevačka tvrtka nastavila s proizvodnjom u srpnju 1919.
1924. i 1925. srpsko Ministarstvo unutarnjih poslova je potpisalo ugovore s belgijskim FN Herstalom o licencnoj proizvodnji pušaka M24 koje su koristile streljivo kalibra 7.92x57mm Mauser. 1928. u Zastavi Oružje došlo je do masovne proizvodnje koja je iznosila 200 pušaka i 200.000 metaka dnevno. Tijekom 1930-ih proširen je proizvodni asortiman dok je tijekom 2. svjetskog rata i njemačkog osvajanja Srbije, tvornica proizvodila oružje za njemačku vojsku. U lipnju 1942. tvornica je "rastavljena" te je onemogućena daljnja proizvodnja. Nakon oslobađanja Kragujevca 1944. tvrtka je započela s proizvodnjom nakon nekoliko mjeseci stavljanja u pogon.
1946. tvornica je dobila ime Crvena Zastava te je započela s proizvodnjom novog i inovativnog oružja temeljenog na sovjetskom dizajnu, primjerice PPŠ-41, ali i oružja temeljenog na njemačkome koje je ostalo nakon nacističke okupacije zemlje, npr. šmajser.
Početkom Domovinskog rata i Rata u BiH 1991. odnosno 1992. Vijeće sigurnosti UN-a je nametnulo embargo na uvoz i izvoz oružja iz SFRJ zbog čega je Zastava Oružje imala velike gubitke u proizvodnim kapacitetima dok je proizvodnja modernog oružja kao CZ 99 morala biti odgođena.
Nakon što su NATO snage bombardirale SRJ 1999., velikim dijelom je uništena Zastavina tvornica te je u godinama koje su uslijedile započeo spor proces obnove vojne industrije. 2005. tvrtka je promijenila ime u Zastava Arms. Tada su ukinute trgovinske sankcije te je dopušten nastavak izvoza oružja. Najprije se izvozilo sportsko oružje na tržišta Kanade, SAD-a i Meksika. Do kraja 2005. tvornica se podijelila na dva dijela: dio za vojno i dio za sportsko oružje.
Na temelju dozvole koja je tvrtci dodijeljena 26. kolovoza 2008., Zastava Arms je započela s masovnom proizvodnjom Zastave M21 koja je postala nova standardna puška Vojske Srbije.

## Značajno oružje

### Zastava M48
Završetkom 2. svjetskog rata, Zastava Oružje je započela s masovnom proizvodnjom Mauserovog Modela 1948, poznatijeg kao M48. Do kraja 1952. proizvedeno je preko 238.000 pušaka. Već 1953. nastavljena je proizvodnja nadograđnog modela M48A čime je u tvrtci započeo trend smanjenja vremena proizvodnje i cijene oružja. Krajem 1956. proizvodnja M48A je nadopunjena modelom M48B koji je bio posljednja inačica iz serije M48. Sve puške bile su specifične zbog toga što su na sebi imale utisnut jugoslavenski komunistički grb.
Velika količina M48B je brodom izvezena u Irak te se procjenjuje da je oko 50.000 pušaka proslijeđeno alžirskoj Fronti nacionalnog oslobođenja (FLN) koja se tijekom 1950-ih i 1960-ih borila protiv francuske kolonijalne vlasti. Svega nekoliko tisuća pušaka koje su koristili Alžirci nije imalo tradicionalne oznake oružja (serijski broj, broj modela i dr.) Tijekom borba za alžirsku neovisnost u razdoblju između 1958. i 1962. Francuska je kao ratni plijen osvojila veliku količinu M48B. 
Puške bez oznake bile su uglavnom namijenjene Egiptu (kao i neke količine isporučene Iraku) ali ih je samo nekoliko bilo dostupno zemlji kada je 1956. izbila Sueska kriza.

### Zastava M70
Zastava Arms je tijekom 1960-ih započela s proizvodnjom oružja temeljenog na Kalašnjikovu, tako da je 1967. razvijena automatska puška Zastava M67. Ta puška je postala temelj za razvoj uspješnog derivata Zastava M70 koji je postao standardno naoružanje u JNA. S ciljem izvoza, oba modela su modificiranI kako bi mogli koristiti zapadno streljivo kalibra 7.62x51mm i 5.56x45mm NATO.
Raspadom Jugoslavije i ratovima koji su uslijedili na tom području, puška se uvelike koristila te je nosila nadimke "ciganka" ili "srpkinja". Kasnije je Zastava M70 postala standardna automatska puška u svim novonastalim državama. Tek je kasnije M70 u slovenskoj vojsci zamijenjen s FN F2000, u srpskoj vojsci sa Zastavom M21, te u hrvatskoj vojsci s domaćom jurišnom puškom VHS.

### Zastava M93
Zastava M93 poznata i kao Crna strela je antimaterijalni snajper namijenjen gađanju ciljeva na velikim daljinama i to ljudstva, zaklonjenih ciljeva, posada lakih oklopnih vozila i dr. Snajper je razvijen 1993., a počeo se proizvoditi 1998. Koristila ga je vojska SRJ tijekom Rata na Kosovu (1998. – 1999.) te makedonska vojska tijekom Rata u Makedoniji (2001.), primjerice u razbijanju otpora albanskih pobunjenika u preševskoj dolini. Osim u Srbiji i Makedoniji, M93 se koristi i u Armeniji, Gruziji, Šri Lanci, Indoneziji i Jordanu.
Snajper M93 postao je poznat po atentatima. Njime je najprije 12. ožujka 2003. u atentatu ubijen Zoran Đinđić pri ulasku u zgradu Vlade Srbije. Tadašnji srpski premijer je pogođen metkom u desnu stranu grudi, metak je izravno pogodio i raznio srce te izašao na lijevoj strani trbuha. Iako se službeno smatra da je Đinđić ubijen sa snajperskom inačicom automatske puške  H&K G3, teoretičari zavjere smatraju da je na bivšeg premijera pucano iz M93 jer ulaznu ranu od 9 cm (na tijelu Zorana Đinđića) može napraviti samo ta puška.
Pretpostavlja se da je istom puškom neuspješno izveden atentat na srpskog političara Tomislava Nikolića.

## Oružje

### Civilno oružje
|  | Puške - Zastava LK M70 - Zastava LK M85 - Zastava LKP 96A - Zastava LKP 66 - Zastava LK M76 - Zastava LK M59/66 - Zastava LK M48/24, M48/63 - Zastava LK 65 Long - Zastava VP81 - Zastava VP97 - Zastava MP22R | Sačmarice - Zastava LP M91 - Zastava LP M80 - Zastava LP 12 PA - Zastava LP 12 PAS | Pištolji - Zastava P25 - Zastava M57 - Zastava M70 - Zastava M88 - CZ 99 - CZ 999 - Zastava EZ | Revolveri - Zastava R357 - Zastava R44 |

### Vojno oružje
| Obitelj AK-47            | Obitelj AK-47 | Obitelj AK-47 | Obitelj AK-47 | Obitelj AK-47 | Obitelj AK-47 | Obitelj AK-47 | Obitelj AK-47 | Obitelj AK-47  | Obitelj AK-47 |  |
| ------------------------ | ------------- | ------------- | ------------- | ------------- | ------------- | ------------- | ------------- | -------------- | ------------- |  |
| Zastava M21              |               | Zastava M70   |               | Zastava M77B1 |               | Zastava M80   |               | Zastava M85/90 |               |  |
| Obitelj AK-47            |               |               |               |               |               |               |               |                |               |  |
| Zastava M72              |               | Zastava M77   |               |               |               |               |               |                |               |  |
| Automati                 |               |               |               |               |               |               |               |                |               |  |
| M1944                    |               | Zastava M49   |               | Zastava M56   | Zastava M92   |               |               |                |               |  |
| Mitraljezi               |               |               |               |               |               |               |               |                |               |  |
| Zastava M84              |               | Zastava M87   |               | Zastava M02   |               | Zastava M07   |               | Zastava M09    |               |  |
| Snajperi                 |               |               |               |               |               |               |               |                |               |  |
| Zastava M76              |               | Zastava M91   |               | Zastava M93   |               | Zastava M07   |               |                |               |  |
| Automatski bacač granata |               |               |               |               |               |               |               |                |               |  |
| Zastava BGA 30 mm        |               |               |               |               |               |               |               |                |               |  |

## Vanjske poveznice
- Službena web stranica Zastave Arms
- Muzejska galerija Zastavinog oružja